# Heizlast
Unter Heizlast versteht man in der Bautechnik die zum Aufrechterhalt einer bestimmten Raumtemperatur notwendige Wärmezufuhr. Sie wird in Watt angegeben. Die Heizlast variiert mit der Lage des Gebäudes, der Bauweise der wärmeübertragenden Gebäudeumfassungsflächen und dem Bestimmungszweck der einzelnen Räume. Sie kann durch Wärmeschutzmaßnahmen verringert werden.
Die Ermittlung der Heizlast ist in der EN 12831 genormt. Nach der Heizlast richtet sich die von der Heizungsanlage zu erbringende Wärmeleistung.

## Heizlast nach EN 12831
Die EN 12831 legt ein Berechnungsverfahren zur Ermittlung der Wärmezufuhr, die unter Norm-Auslegungsbedingungen benötigt wird, fest, um sicherzustellen, dass die erforderliche Norm-Innentemperatur erreicht wird. Diese Richtlinien, die sich vor allem an die Planer, Ersteller und Betreiber von Wärmeversorgungsanlagen richten, stellen das Verfahren zur Berechnung der Norm-Heizlast europaweit auf eine einheitliche Basis.
Die Norm beschreibt das Verfahren zur Berechnung der Norm-Heizlast:
- auf einer raum- oder zonenweisen Basis zum Zwecke der Auslegung der Heizflächen
- auf Basis der gesamten Heizungsanlage zur Auslegung des Wärmeerzeugers

Die für die Berechnung der Norm-Heizlast erforderlichen Werteparameter und Faktoren sind in so genannten nationalen Anhängen zur EN 12831 hinterlegt (z. B. DIN EN 12831 Bbl. 1). Im Anhang D der EN 12831 werden alle Faktoren, die auf nationaler Ebene bestimmt werden können, aufgelistet und Standardwerte für alle Fälle angegeben, in denen keine nationalen Werte verfügbar sind.
Es hat sich gezeigt, dass Heizungen nach EN 12831 zu groß ausgelegt werden. Deswegen wurde am 1. Juli 2008 eine Neuausgabe des nationalen Beiblattes veröffentlicht, welche die Ergebnisse auf die Werte der alten DIN 4701 absenkt. Wenn kein nationaler Anhang zu dieser Norm verfügbar ist, können die Werte dem Anhang D der EN 12831 entnommen werden.
Mit der EN 12831 wird das Verfahren zur Berechnung der Norm-Wärmeverluste und der Norm-Heizlast für Standardfälle unter Auslegungsbedingungen festgelegt. Dabei gelten folgende Gebäude als Standardfälle:
- Gebäude mit einer begrenzten Raumhöhe (nicht über 5 m)
- Gebäude, bei denen angenommen werden kann, dass sie unter den Norm-Bedingungen auf einen stationären Zustand beheizt werden

### Beschreibung des Verfahrens
Die Heizlast eines Gebäudes bestimmt sich aus der Summe aller Transmissions- und Lüftungswärmeverluste zuzüglich einer Wiederaufheizleistung der einzelnen Räume, jeweils bezogen auf eine Rauminnentemperatur und eine Normaußentemperatur.
{\displaystyle \Phi _{HL}=\sum \Phi _{T,i}+\sum \Phi _{V,i}+\sum \Phi _{RH,i}}
Die Normheizlast eines Raumes entspricht einem Temperaturreduktionsfaktor (bei normal beheizten Räumen = 1), multipliziert mit der Summe aus Transmissionswärmeverlust und Lüftungswärmeverlust:
{\displaystyle \Phi =f_{\Delta \Phi }(\Phi _{T}+\Phi _{V})}
Der Transmissionswärmeverlust eines Raumes wird bestimmt durch die Summe aller Umfassungsflächen, multipliziert mit den zugehörigenen korrigierten U-Werten und multipliziert mit der Differenz aus Innen- und Norm-Außentemperatur:
{\displaystyle \Phi _{T}=\sum (A\cdot U_{k})\cdot (\Theta _{\text{int}}-\Theta _{e})}
Der Lüftungsverlust eines Raumes wird bestimmt durch den Volumenstrom, multipliziert mit der spezifischen Wärmekapazität und Dichte der Luft und mit der Differenz aus Innen- und Norm-Außentemperatur:
{\displaystyle \,\Phi _{V}={\dot {V}}\cdot c_{p}\cdot \rho \cdot (\Theta _{\text{int}}-\Theta _{e})}
wobei beim so genannten vereinfachten Verfahren mit dem Raumvolumen V und einer Luftwechselrate n (Minimum mit 0,5) gerechnet wird. Es ergibt sich somit der Lüftungsverlust zu:
{\displaystyle \Phi _{V}=V\cdot 0{,}5\cdot 0{,}34\cdot (\Theta _{\text{int}}-\Theta _{e})\mathrm {\frac {W}{Km^{3}}} }

### Kritik
Eine Reihe wichtiger Effekte wird nicht berücksichtigt. Hierzu gehören u. a. innere und solare Gewinne (Energieeinträge durch Sonne, Mensch, Geräte), ausgleichende Speicherwirkung von Bauteilen und Nutzungseinflüsse, z. B. Gleichzeitigkeit von Normauslegungstemperatur (i. d. R. nachts) und Absenkbetrieb, mittlere statistische Abwesenheit einiger Bewohner in großen Wohneinheiten und nur teilweise normgerechte Beheizung und Lüftung aller Räume.
Eine Überdimensionierung ist daher nicht auszuschließen. Hierzu gibt es noch Forschungsbedarf, so dass möglicherweise Abminderungsfaktoren oder mildere Normauslegungstemperaturen zukünftig eingeführt werden könnten.

## Heizlastermittlung nach Energieverbrauch im Bestand

### Statistische Heizlastermittlung nach Jagnow/Wolff

Beispiel statistische Heizlastermittlung

Ist der Energieverbrauch eines Gebäudes über einen längeren Zeitraum bekannt, lässt sich daraus auf einfache Weise dessen Heizlast ermitteln. Aus dem Verbrauch einzelner Monate wird die Durchschnittsleistung für jeden Monat in Kilowatt berechnet.
Das Verfahren ist unabhängig von Klimaschwankungen. Es lassen sich außerdem die Heizgrenze und der Warmwasserleistungsbedarf eines Gebäudes bestimmen. Das Ergebnis wird beeinflusst durch die Nutzungsgewohnheiten, die sich jedoch bei größeren Gebäuden mit mehreren Nutzern statistisch mitteln.
Die Durchschnittsleistung wird gegen die Durchschnittstemperatur des Monats in ein Diagramm eingetragen. Es ergibt sich eine Punktwolke, durch die sich eine Näherungsgerade ziehen lässt. Der abzulesende Wert dieser so genannten Regressionsgeraden bei der Normauslegungstemperatur (z. B. −10 °C) ist die Norm-Heizlast. Es lässt sich auch analytisch das Verfahren der linearen Regression anwenden. Die korrespondierenden Werte können auch Tagesmitteltemperaturen einzelner Tage sein, wobei die Tagesmitteltemperaturen unter 10 Grad liegen und größere Schwankungen aufweisen sollten. Fehler können hierbei auch durch solare Gewinne entstehen.
Zu beachten ist, dass die Normheizlast den Heizwärmebedarf zugrunde legt, hier jedoch der Heizenergiebedarf betrachtet wird. Der statistisch ermittelte Wert ist je nach Nutzungsgrad des Wärmeerzeugers also höher als die Normheizlast.

### Heizlastermittlung nach Weiersmüller
Diese Methode wird vom Schweizer Bundesamt für Energie vorgeschlagen und liefert für Wohnbauten mit Kesselleistungen < 100 kW gute Ergebnisse. Weiersmüller schlägt eine Berechnung der Heizlast aus dem Jahresverbrauch und einer abgeschätzten Jahresheizzeit vor.
Beispiel:
Ein Wohnhaus hat einen Verbrauch von 90.000 kWh/Jahr für Heizung und Warmwasser.
Für das Schweizer Mittelland liegt diese Zeit etwa bei 3000 Stunden.
Die benötigte Kesselleistung beträgt: 90.000 kWh/3.000 h = 30 kW.
(Umrechnung: 1 Liter Heizöl entspricht ca. 1 m³ Gas entspricht ca. 10 kWh → Heizöläquivalent)
In Deutschland wird statt der Jahresheizzeit die Anzahl der Kessel-Volllaststunden verwendet.
Je nach energetischem Standard (Altbau, sanierter Altbau, Neubau) und Standort werden von Kesselherstellern für Wohngebäude zwischen 1.600 und 2.100 Volllaststunden genannt.

## Folgen falscher Heizlastermittlung
Untersuchungen nach Wolff/Jagnow in Deutschland ergaben, dass die Heizkessel 1,8 mal größer dimensioniert wurden als notwendig. Neben höheren Anschaffungskosten hat dies erhebliche Effizienzeinbußen und damit höhere Kosten im Betrieb zur Folge. Zu nennen sind u.a:
- die Umwälzpumpen sind zu groß und verbrauchen zu viel Energie.
- moderne Brennwertkessel werden nicht im optimalen Arbeitspunkt gefahren.
- von Energieversorgungsunternehmen wird oft ein Grundpreis berechnet, der sich nach der Heizlast oder nach der Leistung des Wärmeerzeugers bemisst. Bei falscher Heizlastangabe oder falscher Dimensionierung zahlt der Nutzer für die nicht benötigte Leistung.

Im Gegensatz zu einer Wärmeschutzberechnung nach DIN 4108 bzw. DIN 4701 werden bei der Heizlastberechnung solare und interne Gewinne nicht berücksichtigt. Es wird also der „worst case“ angenommen. Insbesondere bei hochwärmegedämmten Gebäuden im Niedrigenergie- oder Passivhausstandard, deren aktivierte Speichermasse sich zusätzlich dämpfend auf Temperaturschwankungen auswirkt, führt eine Dimensionierung der Heizlast nach EN 12831 oft zu überdimensionierter und unausgelasteter Heiztechnik.